# لوسیل بلیس
لوسیل بلیس (انگلیسی: Lucille Bliss؛ ۳۱ مارس ۱۹۱۶ – ۸ نوامبر ۲۰۱۲) یک هنرپیشه، و صدا پیشه اهل ایالات متحده آمریکا بود. وی بین سال‌های ۱۹۳۵ تا ۲۰۱۲ میلادی فعالیت می‌کرد.
از فیلم‌ها یا برنامه‌های تلویزیونی که وی در آن نقش داشته است می‌توان به سیندرلا اشاره کرد.